# Ngô Thanh Vân
Ngô Thanh Vân (sinh ngày 26 tháng 2 năm 1979), hay còn được biết đến với nghệ danh Veronica Ngo, là một nữ diễn viên, ca sĩ, vũ công, người mẫu, nhà làm phim kiêm doanh nhân người Na Uy gốc Việt.
Cô bắt đầu nổi lên từ bộ phim Dòng máu anh hùng (2007) với vai Thúy, và ngay lập tức gắn với hình tượng đả nữ. Cô tiếp tục tham gia hai dự án phim hành động lớn trong nước là Bẫy rồng (2009) và Lửa Phật (2013). Ngô Thanh Vân bắt đầu sự nghiệp sản xuất phim điện ảnh từ dự án Ngày nảy ngày nay (2015), mà trong đó cô có tham gia một vai. Ngoài các vai diễn trong nước, cô cũng có tham gia một số dự án phim quốc tế.

## Tiểu sử và sự nghiệp

### Trước 1999: Tiểu sử và thiếu thời
Cô sinh ngày 26 tháng 2 năm 1979 tại xã Hòa Ân, huyện Cầu Kè, tỉnh Trà Vinh, là con út trong một gia đình có 3 anh em: 2 anh trai (Ngô Phong, Ngô Vũ) và Ngô Thanh Vân. Khi lên 16 tuổi, cha mẹ ly hôn thì cô cùng mẹ định cư ở Na Uy và gặp được gia đình của ông Trygve Andersen (qua đời năm 2017) đã cưu mang mẹ con cô và nhận nuôi. Ngoài cha nuôi và cha ruột thì cô còn có một người cha dượng là người Na Uy.

### 1999–2005: Bắt đầu với âm nhạc
Năm 1999, Ngô Thanh Vân trở về Việt Nam, và giành được ngôi Á hậu 2 trong cuộc thi Hoa hậu Phụ nữ Việt Nam qua ảnh do tạp chí Thế giới phụ nữ tổ chức năm 2000. Sau đó, cô bắt đầu sự nghiệp tại Việt Nam như một người mẫu ảnh cho các tạp chí, lịch, các bộ sưu tập thời trang,... Lúc này, cô có cơ hội đến gần điện ảnh, với vai chính trong phim Hương dẻ, một series phim ngắn trên đài HTV. Năm 2002, Ngô Thanh Vân bắt đầu bước vào sự nghiệp của một ca sĩ nhạc pop và ký hợp đồng với Trung tâm băng nhạc Rạng Đông, đồng thời là vũ công cho ca sĩ Minh Thuận qua MV Dẫu tình đã xa và Chia xa (lời Việt ca khúc "Rất muốn rất muốn" của Cổ Cự Cơ 
trong phim Tân dòng sông ly biệt) do ca sĩ Tuấn Hưng trình bày và là diễn viên phụ hoạ cho MV "Ngọc Lan" (sáng tác bởi Dương Thiệu Tước do ca sĩ Trần Thu Hà thể hiện). Tiếp đó, cô cùng Tuấn Hưng thu âm một album là Vườn tình nhân do hãng phim Phương Nam sản xuất. Cô cũng từng là thành viên của nhóm Tứ Ca Ngẫu Nhiên (1999 - 2003) cùng với Trịnh Kim Chi, Trương Ngọc Ánh, Minh Anh năm 2001 sau khi thành viên Chung Vũ Thanh Uyên rời nhóm.
Một năm sau đó, 2003, với sự giúp đỡ của nhạc sĩ Quốc Bảo, Ngô Thanh Vân phát hành album đầu tiên, Thế giới trò chơi vào ngày 26 tháng 2, sinh nhật thứ 23 của cô do hãng phim Phương Nam thực hiện. Album này là thể loại pop-dance, với câu chuyện về "NTV Virus". Hai đoạn video nhạc được làm từ album này, bao gồm các bài hát "Thế giới trò chơi" (hát qua phần mềm Auto-Tune) và "Ngày tươi sáng" (một bản cover lại của JTL bài "A Better Day"), được đạo diễn Jackie Chen (một đạo diễn chuyên dựng các chương trình MTV) dàn dựng. Hai đoạn video này là lần đầu tiên có sử dụng hiệu ứng chuyên nghiệp đặc biệt và được ghi nhận là đắt nhất trong số các đoạn video ca nhạc tại Việt Nam lúc bấy giờ.
Trong năm 2004, tiếp tục câu chuyện về NTV Virus, Ngô Thanh Vân cùng Hãng phim Phương Nam phát hành album thứ hai, Bí ẩn vầng trăng, với chủ đề Mặt trăng vào ngày 15 tháng 3. Ba video được phát hành từ album này là: "Bí ẩn vầng trăng" lời Việt của ca khúc tiếng Hàn "Dara dara/ 
달아달아" do Lee Junghyun (AVA) thể hiện), bản ballad "Khi nào em buồn" được cover lại sau nhóm Mắt Ngọc, Minh Thuận & Thanh Thảo, và "Vươn đến tầm cao", bài hát cổ vũ cho SEA Games 22. Chỉ hai bài "Bí ẩn vầng trăng" và "Vươn đến tầm cao" là gợi lại NTV Virus để tạo sự liên kết, còn các ca khúc khác Ngô Thanh Vân đều thể hiện trong vũ điệu mới hip hop.
Từ năm 2004, Ngô Thanh Vân là người đầu tiên bước gần đến lĩnh vực truyền hình điện ảnh quốc tế trong bộ phim ca nhạc Rouge ("Những thiên thần Đỏ"), phim gồm có 14 tập phát vào mỗi tối trên kênh MTV Asia. Rouge là bộ phim hợp tác sản xuất bởi MTV Asia và hãng MediaCorp (Singapore), được phát sóng rộng rãi ở châu Á và Úc. Nửa năm còn lại, Vân khá bận rộn với việc vận động chiến dịch quảng bá bộ phim Rouge trên toàn châu Á và thu âm album thứ ba. Cô cũng được bình chọn là diễn viên được yêu thích nhất trong phim Rouge trên website của MTV Asia.
Cuối năm 2004, Ngô Thanh Vân quay trở lại với lĩnh vực âm nhạc sau thời gian dài tham gia trong lĩnh vực truyền hình điện ảnh quốc tế, cô xuất hiện đều đặn trong các chương trình ca nhạc lớn như Giai điệu tình yêu, Quà tặng trái tim. Một loạt hit của cô nhanh chóng được giới yêu nhạc chấp nhận và yêu thích như "Cho người tình xa" và "Hát một mình".
Đầu năm 2005, Ngô Thanh Vân tiếp tục thành công trong lĩnh vực âm nhạc khi liên tiếp tham gia các chương trình âm nhạc lớn thời bấy giờ như Giai điệu tình yêu, Giai điệu bạn bè số tháng 2, tháng 5 và tháng 7. Những ca khúc của cô tiếp tục được phổ cập đến khán giả như "Trái tim tượng đá" và "Mưa". Vào ngày 9 tháng 5 năm 2005, My Way, album thứ ba của Ngô Thanh Vân được phát hành. Album này do Vân tự sản xuất và đặc biệt là sự hợp tác với nhóm các nhà sản xuất The Dreams. My Way khá đa dạng về thể loại nhạc, từ alternative rock đến pop, R&B và hip hop. Cô đã remix lại bản nhạc Quỳnh Hương khá nổi tiếng của nhạc sĩ Trịnh Công Sơn.
Cũng vào năm 2005, Vân dính vào một vụ scandal từ một trang web ngothanhvanxao với những hình ảnh mát mẻ và những bài viết nói xấu quá khứ. Ngô Thanh Vân khẳng định qua Hoàng Vũ, người quản lý riêng: "Chúng tôi không quan tâm về sự việc này, cây ngay không sợ chết đứng. Là người của công chúng, làm sao chúng tôi đủ thời gian để cải chính tất cả những tin đồn không đầu không đuôi. Đây cũng là một trở ngại bình thường trong nghề nghiệp".

### 2006–2013: Đột phá trong diễn xuất
Sau album My Way, Ngô Thanh Vân tham gia vào sự nghiệp diễn xuất, với nhiều vai diễn trên màn ảnh rộng như Chuyện tình Sài Gòn của đạo diễn Ringo Le, 2 Trong 1 bởi đạo diễn Đào Duy Phúc và Dòng máu anh hùng với Johnny Trí Nguyễn. Phim Dòng máu anh hùng do Charlie Nguyễn Chánh Trực đạo diễn. Ngoài ra, cô còn tham gia phim 2 trong 1 cùng Thành Lộc và Võ Thành Tâm.

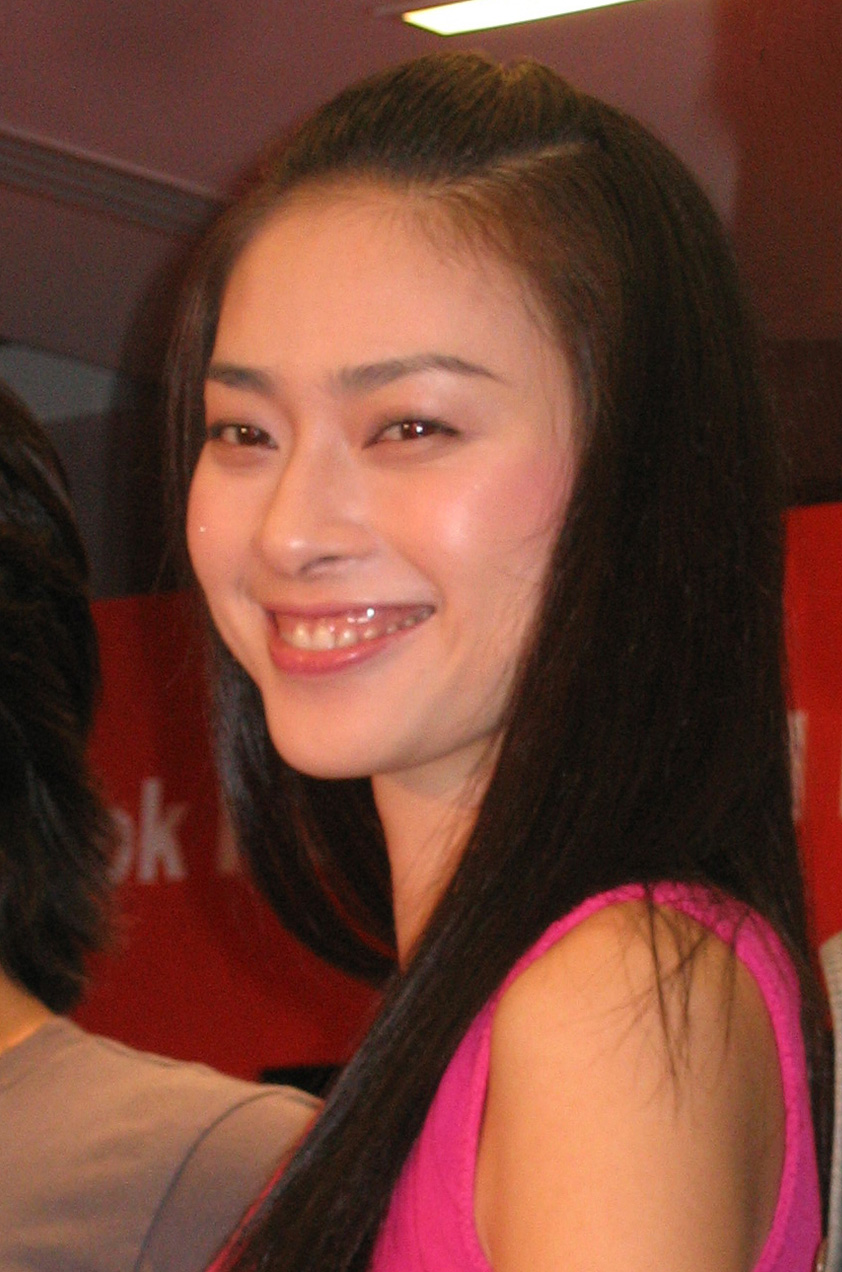
Ngô Thanh Vân tại Liên hoan phim Quốc tế Bangkok 2007

Giai đoạn cuối năm 2006 tới đầu năm 2007, sau một thời gian dài làm quen với công việc diễn viên của màn ảnh rộng, Ngô Thanh Vân quay trở lại với âm nhạc và xuất hiện trong nhiều show, chương trình ca nhạc lớn. Tuy nhiên, do phải tuyên truyền phim Dòng máu anh hùng và mang trong người mong muốn phát triển bên lĩnh vực điện ảnh nên nàng Virus NTV đã tạm gác công việc ca hát suốt năm 2007. Tuy bận bịu với điện ảnh nhưng Ngô Thanh Vân vẫn không quên âm nhạc, bằng chứng là việc thu một album mới và phát hành vào đầu năm 2008. Tháng 11 năm 2007, tại Liên hoan phim Việt Nam lần thứ 15, Ngô Thanh Vân đã đoạt giải Nữ diễn viên chính xuất sắc nhất với vai diễn Thúy trong bộ phim Dòng máu anh hùng, là nữ người mẫu Việt Nam thứ năm trong lịch sử được vinh danh tại một giải thưởng điện ảnh sau Anh Thư và Bằng Lăng. Sự nghiệp diễn xuất của Ngô Thanh Vân vươn lên một tầm cao mới. Cô còn vào một vai diễn phụ trong MV Dạ khúc cho tình nhân của Đàm Vĩnh Hưng.
Năm 2008 là một năm bùng nổ của Ngô Thanh Vân bên lĩnh vực âm nhạc, sau một thời gian chia tay với âm nhạc của Quốc Bảo, cô chính thức quay trở lại hợp tác với nhạc sĩ này mà album nhạc dance Studio 68 là kết quả của sự hợp tác trở lại này. Album Studio 68 gồm các sáng tác của các nhạc sĩ Quốc Bảo, Quốc Dũng, Thái Thịnh, Minh Khang. Đây là một album remix lại các ca khúc quen thuộc như "Thiên đường", "Tình xuân xanh", "Vì anh", "Hoang vắng" được hòa âm trên nền nhạc điện tử. Với Studio 68, Ngô Thanh Vân tiếp tục khẳng định lợi thế với dòng nhạc dance sôi động kết hợp với vũ đạo trình diễn.
Cuối năm 2008, sau thành công của Studio 68 đoạt giải Album sáng tạo tại chương trình Album Vàng của đài HTV7, Ngô Thanh Vân tiếp tục thu âm và phát hành album Nước mắt thiên thần vào thời điểm cuối năm 2008. Nước mắt thiên thần trở thành một album tuyệt vời và rất được giới trẻ yêu thích, ca khúc chủ đề album còn trở thành nhạc chuông thịnh hành. Hai clip trong album là "Nước mắt thiên thần" và "Giọt nước mắt màu đen" nhận được nhiều ý kiến tích cực từ khán giả và giới chuyên môn với nội dung sáng tạo và đột phá.
Ngô Thanh Vân bắt đầu đóng vai trò giám đốc Công ty Cung Cấp Tài Năng Việt (Vietnam Artist Agency - VAA) từ tháng 9 năm 2009 và đồng thời là người dẫn dắt cho nhóm nhạc 365 kể từ năm 2010. Ngoài 5 thành viên của nhóm 365, Ngô Thanh Vân còn có những nghệ sĩ khác thuộc công ty VAA gồm: Addy Trần, Johnny Trí Nguyễn, Thái Hòa, Ninh Dương Lan Ngọc, MiA, Mlee, Avi Kim Anh, Jun Vũ

### 2014–nay: Sản xuất điện ảnh, viết tự truyện và vươn ra quốc tế
Năm 2015, Ngô Thanh Vân tham gia trong bộ phim tình cảm hài Ngày nảy ngày nay. Đây cũng đồng thời là phim điện ảnh đầu tiên cô đảm nhiệm vai trò sản xuất. Phim nhận được nhiều ý kiến tích cực từ giới phê bình nhờ yếu tố thần thoại vốn còn mới mẻ ở thị trường điện ảnh Việt Nam. Cùng thời điểm, cô cũng tham gia đóng trong dự án phim Ngọa hổ tàng long 2 của Trung Quốc trong một vai diễn phản diện nhỏ vốn không có trong kịch bản ban đầu. Do thời gian thực hiện Ngày nảy ngày nay và Ngọa hổ tàng long 2 trùng nhau nên cô đã phải liên tục di chuyển giữa New Zealand và Việt Nam trong suốt hai tháng, cũng như gặp nhiều áp lực khi thời gian luyện tập cho vai diễn quá ngắn.
Năm 2016, Ngô Thanh Vân tham gia một vai diễn khách mời trong phim điện ảnh Siêu trộm của đạo diễn Hàm Trần. Cũng trong năm 2016, Ngô Thanh Vân cho ra mắt Tấm Cám: Chuyện chưa kể, phim điện ảnh đầu tiên cô đảm nhiệm vai trò đạo diễn. Phim thu về 22 tỷ VND sau ba ngày đầu tiên công chiếu, dù không được CGV Cinemas, hệ thống rạp chiếu lớn nhất Việt Nam, phát hành do không đạt thỏa thuận kinh doanh. Tấm Cám: Chuyện chưa kể đã nhận được đề cử ở hạng mục A Window on Asian Cinema tại Liên hoan phim quốc tế Busan lần thứ 21. Ngô Thanh Vân trong thời gian này cũng từng được dành một vai diễn trong Kong: Đảo Đầu lâu (2017), nhưng phải từ bỏ do xung đột lịch làm việc và kịch bản của phim cũng bị chỉnh sửa nhiều, dù vậy cô vẫn cố gắng giúp đỡ đạo diễn Jordan Vogt-Roberts tìm kiếm các bối cảnh ưng ý cho phim. Cô cũng từng được mời tham gia các vòng tuyển diễn viên cho Biệt đội cảm tử (2016), Wonder Woman: Nữ thần chiến binh (2017) và Downsizing (2017), nhưng do muốn tập trung vào Tấm Cám: Chuyện chưa kể nên không thể tiếp tục thương thảo các bước tiếp theo.

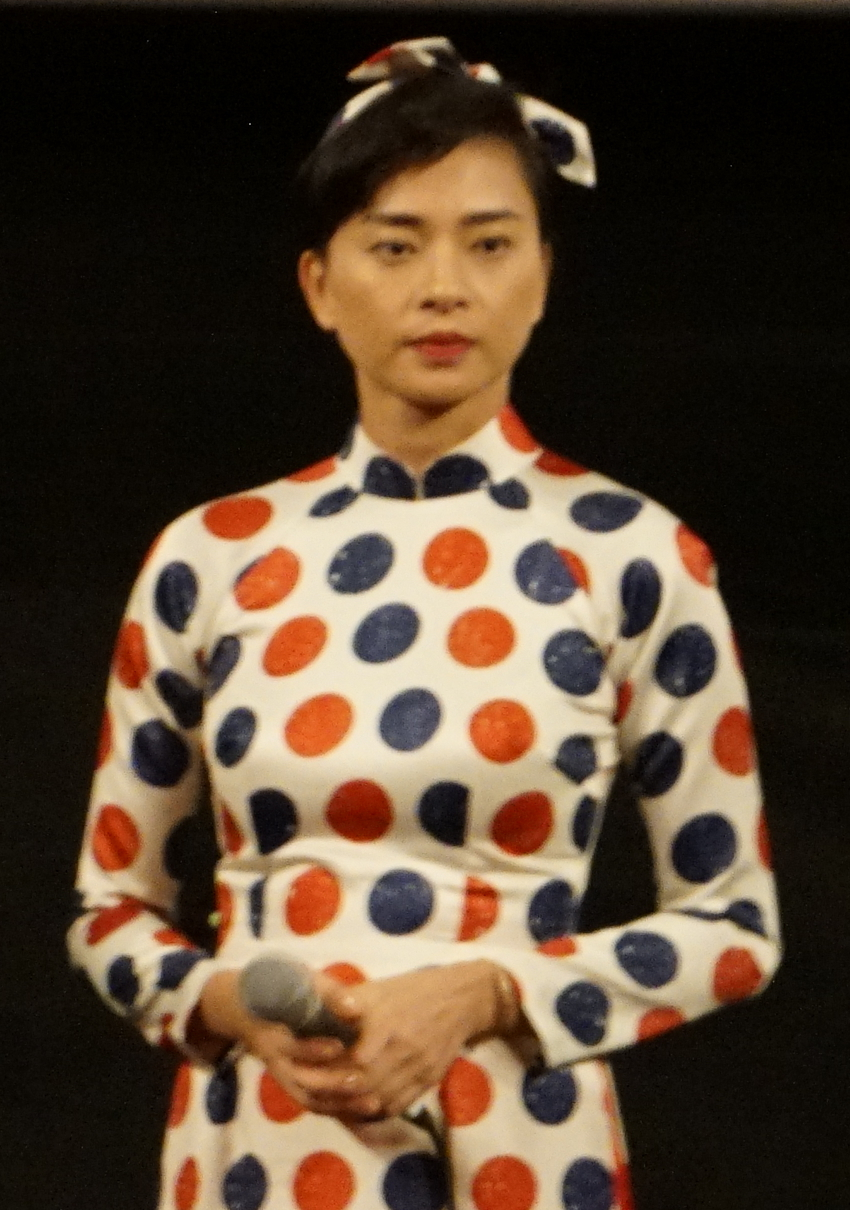
Ngô Thanh Vân tại buổi công chiếu phim Cô Ba Sài Gòn vào năm 2017

Ngô Thanh Vân trở thành diễn viên duy nhất được tạp chí Forbes bình chọn vào danh sách 50 người phụ nữ có sức ảnh hưởng nhất Việt Nam năm 2017. Tháng 3 năm 2017, công ty VAA của Ngô Thanh Vân tổ chức buổi họp báo ra mắt cũng như giới thiệu dàn diễn viên của Cô Ba Sài Gòn, dự án điện ảnh thứ ba do cô đầu tư sản xuất, lấy bối cảnh Sài Gòn thập niên 1960. Phim được công chiếu ra mắt tại Liên hoan phim quốc tế Busan vào tháng 9 năm 2017. Ngô Thanh Vân cũng đảm nhiệm một vai diễn phụ trong bộ phim. Cô cũng tái ngộ Johnny Trí Nguyễn trong phim ngắn võ thuật giả tưởng Blade & Soul: Sứ mệnh người được chọn của đạo diễn Hàm Trần, thuộc chiến dịch quảng bá cho trò chơi điện tử nhập vai Blade & Soul.
Tháng 5 năm 2017, tạp chí Vanity Fair tiết lộ dàn diễn viên mới của phim điện ảnh Star Wars: Jedi cuối cùng, trong đó Ngô Thanh Vân vào một vai diễn nhỏ là nữ phi công Paige của quân Kháng chiến, cùng với nữ diễn viên người Mỹ gốc Việt Kelly Marie Tran. Cô cho biết dù gặp nhiều áp lực, nhưng cô được đoàn làm phim chăm sóc rất chu đáo và không hề bị phân biệt đối xử vì là người châu Á trong quá trình ba tháng ghi hình tại London, Vương quốc Anh. Ngô Thanh Vân cũng góp mặt trong Bright, một bộ phim kỳ ảo của Mỹ được phát hành trên hệ thống Netflix, với vai một nữ sát thủ. Sau khi phát hành, phim đã nhận được nhiều ý kiến tiêu cực từ giới chuyên môn do phần kịch bản yếu kém.
Đầu năm 2018, phim điện ảnh Về quê ăn Tết do Ngô Thanh Vân đóng vai trò sản xuất kiêm diễn viên chính được ra mắt. Cô cũng đóng vai trò nhà sản xuất cho bộ phim nghệ thuật chủ đề cải lương Song lang. Đạo diễn Leon Lê cũng bất ngờ khi cô quyết định nhận vị trí này chỉ sau hai ngày đọc kịch bản do các dự án điện ảnh trước đây của cô đều có tính thương mại cao. Ngoài ra trong năm 2018, Ngô Thanh Vân cũng tham gia đảm nhiệm vai nữ chính trong bộ phim điện ảnh Hai Phượng, đồng thời tuyên bố đây là vai nữ chính hành động cuối cùng trong sự nghiệp của cô. Tháng 3 năm 2018, trong quá trình ghi hình cho phim, cô đã gặp chấn thương ở đầu gối khi thực hiện phân cảnh mạo hiểm trên sông ở Sa Đéc, Đồng Tháp.
Ngày 4 tháng 5 năm 2019, cô xuất bản tự truyện Alpha Woman: Thành công ngoài vùng an toàn. Sách được chia thành nhiều chương kể về hành trình của Ngô Thanh Vân. Tác phẩm giống một cuốn nhật ký, ghi lại các cột mốc của cô, từ tuổi thơ chuyển từ Việt Nam sang sống ở Na Uy, sau đó, cô trở về, hoạt động tích cực ở làng giải trí trong nước.
Ngày 10 tháng 10 năm 2019, Ngô Thanh Vân ký kết thỏa thuận làm đại sứ thương hiệu cho hãng ôtô Việt Nam VinFast.

## Sản phẩm âm nhạc

### Đĩa đơn
- Thế giới trò chơi (2003)
- Bí ẩn vầng trăng (2004)
- My Way (2005)
- Studio 68 (2008)
- Nước mắt thiên thần (2008)

### Bài hát
- Đứa Bé - Minh Khang kết hợp cùng nhiều nghệ sĩ
- Một Giấc Mơ - Giai Điệu Tình Yêu (2002)
- Hát Một Mình
- Hát Đi Em Mùa Xuân
- Nước Mắt Thiên Thần
- Tình Yêu Ban Mai
- Mất Nhau - Vân Sơn 35 (2006)
- Đêm Xót Xa - Vân Sơn 36 (2007)
- Người Hùng (LV: Minh Khang) - Vân Sơn 37 (2007)
- They Don't Care About Us - Vân Sơn 38 (2007)
- Ô Kìa Đời Bỗng Dưng Vui (Hoàng Thi Thơ) - Vân Sơn 39 (2008)
- Under My Spell (Ngô Khắc Chung) - Vân Sơn 50 (2014)
- Yêu Nhau Đi (Kỳ Phương)
- Thiên Đàng (Quốc Bảo)
- Mưa (Mạnh Phát, hát cùng rapper Đinh Tiến Đạt)
- Cho Người Tình Xa (Kỳ Phương)
- Trái Tim Tượng Đá (Vũ Quốc Việt)
- Anh Đã Quên
- Lộc Xuân
- Búp Bê Không Màu
- Em Nhớ Anh
- Ánh Trăng Ưu Phiền
- Cho Người Tình Xa
- Vẫn Hát Với Dòng Sông
- Bó Tay (hát cùng rapper Lil Knight)
- Tình Yêu Nhạt Nhòa
- A Better Day (hát cùng Okio)
- My Way
- Khi Nào Em Buồn
- Bí Ẩn Vầng Trăng
- Giọt Nước Mắt Màu Đen
- Cho Em Thôi Nhớ Anh - YAN Special: Idol Music Event 2011

### MV
- Nước Mắt Thiên Thần
- A Better Day (ft. Okio)
- Hát Một Mình
- Khi Nào Em Buồn
- Thế Giới Trò Chơi
- My Way
- Giọt Nước Mắt Màu Đen
- Hát Đi Em Mùa Xuân
- Bí Ẩn Vầng Trăng
- Under My Spell
- Người Hùng
- Tình Yêu Ban Mai

## Dư luận

### Nghi án là người thứ ba phá vỡ hôn nhân của Johnny Trí Nguyễn
Sau khi kết hợp rất thành công trong nhiều dự án phim điện ảnh ăn khách như Dòng máu anh hùng, Bẫy rồng,… Ngô Thanh Vân và Johny Trí Nguyễn trở thành cặp đôi yêu thích của khán giả màn ảnh rộng. Không chỉ phối hợp ăn ý trên phim ảnh, cả hai cũng có mối quan hệ vô cùng thân thiết ngoài đời khi thường xuyên sánh đôi cùng nhau tại những sự kiện lớn nhỏ. Sau đó, Johnny Trí Nguyễn bất ngờ đệ đơn ly dị vợ. Vợ Johny Trí Nguyễn, Cathy Lynn Nguyễn, lên báo tố cáo Ngô Thanh Vân là kẻ thứ ba phá vỡ hạnh phúc gia đình cô. Trước sự công khai chỉ trích này, cả Ngô Thanh Vân và Johny Trí Nguyễn đều giữ thái độ im lặng.

### Bị nghệ sĩ Nguyễn Chánh Tín tố vô ơn
Vào năm 2014, Ngô Thanh Vân bị nghệ sĩ Chánh Tín tố vô ơn khi ông bị vỡ nợ và bị ngân hàng tịch thu nhà. Trả lời truyền thông, Chánh Tín cho biết: "Ngô Thanh Vân nổi tiếng được như bây giờ cũng một phần nhờ tôi đề cử vào vai chính "Dòng máu anh hùng" nhưng xin lỗi, một chai rượu cũng chưa biếu tôi được một lần. Khi thành công, Vân chưa bao giờ ghé thăm một lần, mời đóng phim "Ngôi nhà bí ẩn" cũng rất miễn cưỡng đóng".

### Không tôn trọng "quốc phục"
Tháng 10 năm 2019, một nữ ca sĩ người Mỹ là Kacey Musgraves đã đăng tải một bức ảnh mặc áo dài của Việt Nam nhưng không mặc nội y. Ngô Thanh Vân đã chia sẻ ý kiến bất bình của bản thân, cho rằng cô ca sĩ này không tôn trọng quốc phục của Việt Nam. Tuy nhiên, cô đã bị cộng đồng mạng chỉ trích ngược lại khi cho rằng bản thân cô cũng đã từng mặc áo dài một cách phản cảm. Ngay sau đó, Ngô Thanh Vân đã lên tiếng biện minh rằng đó không phải là áo dài, hơn nữa cô chỉ mặc theo yêu cầu của nhà thiết kế cho show diễn thời trang.

### Đưa thông tin sai lệch về dịch bệnh
Cuối năm 2019, đầu năm 2020, Đại dịch COVID-19 bùng nổ, đặc biệt là ở Vũ Hán - Trung Quốc. Trong thời gian này, có rất nhiều thông tin sai lệch đã gây hoang mang dư luận. Trong đó Ngô Thanh Vân đã phát biểu thông tin liên quan đến các chuyến bay từ Vũ Hán về Việt Nam mà không có kiểm chứng, cộng thêm sức ảnh hưởng từ vị trí người của công chúng đã gây ra sự hoang mang không đáng có cho nhiều người. Liên quan đến vụ việc, Sở Thông tin và Truyền thông đã cho mời Ngô Thanh Vân lên làm việc để làm rõ vấn đề. Tuy nhiên, lần đầu tiên làm việc vào ngày 6 tháng 2, Ngô Thanh Vân đã cử người đại diện đến nhưng bị sở mời về, yêu cầu Ngô Thanh Vân trực tiếp đến làm việc. Sáng ngày 7 tháng 2, Ngô Thanh Vân đã trực tiếp đến làm việc và sẽ bị xử phạt hành chính từ 10 đến 15 triệu đồng.

### Tranh cãi liên quan đến "Trạng Tí"
Cuối năm 2020, đầu năm 2021, Ngô Thanh Vân cho ra mắt bộ phim "Trạng Tí" dựa trên nguyên tác bộ truyện tranh nổi tiếng Thần đồng Đất Việt. Tuy nhiên, bản thân bộ truyện tranh này đã xảy ra sự tranh chấp Quyền tác giả giữa công ty Phan Thị và họa sĩ Lê Linh - cha đẻ của bộ truyện tranh này, vụ kiện đã diễn ra trong nhiều năm và chấm dứt bằng phán quyết Lê Linh là cha đẻ của 4 nhân vật trong Thần đồng Đất Việt vào năm 2019. Tuy nhiên trong thời gian tranh chấp tác quyền này, Ngô Thanh Vân đã trực tiếp làm việc với Phan Thị nhằm mua bản quyền chuyển thể bộ truyện tranh này thành phim, bất chấp vụ kiện liên quan. Sau khi trailer của bộ phim Trạng Tí ra mắt (kèm theo thông tin về những quyền tác giả, bản quyền), cộng đồng mạng đã dấy lên làn sóng tẩy chay bộ phim vì liên quan đến quyền lợi của họa sĩ Lê Linh. Mặc dù theo góc độ chuyên môn, việc Ngô Thanh Vân làm việc và mua bản quyền chuyển thể từ Phan Thị - đơn vị giữ quyền sở hữu tài sản và có quyền thực hiện các tác phẩm phái sinh - là việc hoàn toàn phù hợp với quy định của pháp luật, tuy nhiên việc gạt bỏ vai trò của người nắm giữ quyền tác giả là Lê Linh là một trong những nguyên nhân khiến cho lượng lớn người hâm mộ bộ truyện gốc bất bình. Ngay sau khi sự việc bùng nổ trên các trang mạng xã hội, Ngô Thanh Vân đã viết một tâm thư dài để nêu rõ về vấn đề này. Tuy nhiên, tâm thư của cô không chỉ không làm dịu dư luận mà còn gây một làn sóng bất bình mạnh mẽ hơn khi cô thừa nhận mình đã làm việc với họa sĩ Lê Linh, cho dù không nhận được sự đồng thuận chung thì cô vẫn bỏ mặc và tiếp tục làm phim.
Theo đánh giá của các luật sư, việc làm của Ngô Thanh Vân là phù hợp về mặt pháp luật khi mua bản quyền từ bên có quyền sở hữu tài sản, cộng động mạng bất bình là để bênh vực quyền lợi của họa sĩ Lê Linh. Tuy nhiên, dư luận trái chiều hiện nay vẫn tiếp tục tăng lên, xoáy sâu vào bức tâm thư của Ngô Thanh Vân cho rằng mình chỉ có "tí lỗi" trong vụ việc, và đặc biệt là hình tượng "Trạng Tí" hoàn toàn rời xa nguyên tác, làm người xem cảm thấy xa lạ.

## Đời tư
Cô và bạn trai kém 11 tuổi Huy Trần yêu nhau vào năm 2020 thì đến năm 2022 cô đã làm đám cưới với Huy Trần tại nhà thờ Lillehammer, Na Uy; tại Việt Nam là khu resort InterContinental Danang Sun Peninsula ở Đà Nẵng vào ngày 8/5 cùng năm. Buổi tiệc tương đối ít khách, chỉ có một số bạn thân của cô dâu-chú rể và trong số đó chỉ có 7 nghệ sĩ là nhóm 365, Xuân Lan, Đỗ Mạnh Cường, Nam Trung.

## Danh sách phim

### Phim điện ảnh
| Năm  | Tựa đề                                 | Vai trò  | Vai trò  | Vai diễn                      | Ghi chú                                           |
| Năm  | Tựa đề                                 | Đạo diễn | Sản xuất | Vai diễn                      | Ghi chú                                           |
| ---- | -------------------------------------- | -------- | -------- | ----------------------------- | ------------------------------------------------- |
| 2001 | Hương dẻ                               | Không    | Không    | Na lớn                        | phim truyền hình                                  |
| 2004 | Rouge                                  | Không    | Không    | Thủy                          | phim truyền hình                                  |
| 2006 | Ngôi nhà bí ẩn                         | Không    | Không    | Đạo diễn Trúc                 |                                                   |
| 2006 | 2 trong 1                              | Không    | Không    | Như Lan                       |                                                   |
| 2006 | Chuyện tình Sài Gòn                    | Không    | Không    | Tâm                           | 2008 chiếu ở Việt Nam                             |
| 2007 | Dòng máu anh hùng                      | Không    | Không    | Võ Thanh Thúy                 |                                                   |
| 2009 | Bẫy rồng                               | Không    | Không    | Trinh / Phượng hoàng          |                                                   |
| 2010 | Biệt đội ưng biển                      | Không    | Không    | Nữ cảnh sát đa quốc gia Tú Mi |                                                   |
| 2011 | Khao khát đỉnh cao                     | Không    | Có       | Ngô Thanh Vân                 | phim tài liệu của 365 (nhóm nhạc do cô thành lập) |
| 2012 | Ngọc viễn đông                         | Không    | Không    | Huyên                         |                                                   |
| 2012 | Ngôi nhà trong hẻm                     | Không    | Không    | Thảo                          |                                                   |
| 2012 | Hành trình                             | Không    | Không    | Người chị                     | Phim ngắn                                         |
| 2013 | Lửa Phật                               | Không    | Không    | Ánh                           |                                                   |
| 2015 | Ngày nảy ngày nay                      | Không    | Có       | Đan Nương                     |                                                   |
| 2016 | Siêu trộm                              | Không    | Không    | Kỳ                            | Vai diễn khách mời                                |
| 2016 | Ngọa hổ tàng long 2                    | Không    | Không    | Mantis                        |                                                   |
| 2016 | Tấm Cám: Chuyện chưa kể                | Có       | Có       | Dì ghẻ                        |                                                   |
| 2017 | Blade & Soul: Sứ mệnh người được chọn  | Không    | Không    | Sát thủ                       | Phim ngắn                                         |
| 2017 | Cô Ba Sài Gòn                          | Không    | Có       | Bà Thanh Mai                  |                                                   |
| 2017 | Star Wars: Jedi cuối cùng              | Không    | Không    | Paige Tico                    |                                                   |
| 2017 | Chiếc đũa quyền năng                   | Không    | Không    | Tien                          |                                                   |
| 2018 | Về quê ăn Tết                          | Không    | Có       | Đậu Xanh                      |                                                   |
| 2018 | Song lang                              | Không    | Có       |                               |                                                   |
| 2019 | Hai Phượng                             | Không    | Có       | Hai Phượng                    |                                                   |
| 2020 | Chim ưng đen                           | Không    | Có       | Điệp vụ Hương                 | Phim ngắn                                         |
| 2020 | Năm chiến hữu                          | Không    | Không    | Hanoi Hannah                  |                                                   |
| 2020 | The Old Guard: Những chiến binh bất tử | Không    | Không    | Quỳnh                         |                                                   |
| 2021 | Trạng Tí phiêu lưu ký                  | Không    | Có       |                               |                                                   |
| 2022 | The Princess                           | Không    | Không    | Linh                          |                                                   |
| 2022 | Thanh Sói – Cúc dại trong đêm          | Có       | Có       | Dì Lin "Jacqueline"           |                                                   |
| 2023 | Kẻ kiến tạo                            | Không    | Không    | Kami                          |                                                   |
| 2025 | The Old Guard 2                        | Không    | Không    | Quỳnh                         |                                                   |

### Chương trình truyền hình
- 2009: Hành trình kết nối những trái tim
- 2010: Bước nhảy hoàn vũ
- 2012, 2013: Thử thách cùng bước nhảy (giám khảo)
- 2013: Project Runway Vietnam (dẫn chương trình)

### Diễn xuất trong MV
- Awakening (365)
- Ác mộng (365)
- Chia xa (Tuấn Hưng)
- Dạ khúc cho tình nhân (Đàm Vĩnh Hưng)
- Dẫu tình đã xa (Minh Thuận)
- Hai cô tiên (365) (cảnh trong phim Ngày nảy ngày nay)
- Hai cô tiên (Dance version) (365)
- Merry Christmas (365)
- Mưa (Avi Kim Anh)
- Ngọc Lan (Trần Thu Hà)
- Về quê ăn Tết (Jun Phạm)

## Giải thưởng và đề cử
| Giải Thưởng                      | Năm  | Hạng Mục                                              | Đề Cử Cho               | Kết Quả       |        |
| -------------------------------- | ---- | ----------------------------------------------------- | ----------------------- | ------------- | ------ |
| Hoa Khôi Phụ nữ Việt Nam Qua Ảnh | 2002 | Hoa Khôi Phụ nữ Việt Nam Qua Ảnh                      |                         | Á khôi 2      |        |
| LHP Việt Nam Lần Thứ 15          | 2007 | Nữ diễn viên chính xuất sắc nhất                      | Dòng máu anh hùng       | Đoạt giải     |        |
| LHP Việt Nam Lần Thứ 21          | 2019 | Nữ diễn viên chính xuất sắc nhất                      | Hai Phượng              | Đề cử         |        |
| LHP Việt Nam Lần Thứ 21          | 2019 | Phim xuất sắc                                         | Hai Phượng              | Bông Sen Bạc  | [ 39 ] |
| LHP Việt Nam Lần Thứ 21          | 2019 | Phim xuất sắc                                         | Song Lang               | Bông Sen Vàng | [ 39 ] |
| Giải Cánh Diều                   | 2009 | Nữ diễn viên chính xuất sắc nhất phim truyện điện ảnh | Bẫy rồng                | Đề cử         |        |
| Giải Cánh Diều                   | 2016 | Phim điện ảnh xuất sắc nhất                           | Tấm Cám: Chuyện chưa kể | Đoạt giải     |        |
| Giải Cánh Diều                   | 2016 | Đạo diễn xuất sắc nhất - Phim điện ảnh                | Tấm Cám: Chuyện chưa kể | Đề cử         |        |
| Giải Mai Vàng                    | 2012 | Nữ diễn viên phim truyền hình được yêu thích nhất     | Ngôi nhà trong hẻm      | Đoạt giải     |        |
| Giải Mai Vàng                    | 2019 | Nữ diễn viên điện ảnh-phim truyền hình                | Hai Phượng              | Đề cử         |        |
| Ngôi Sao Xanh                    | 2019 | Nữ diễn viên điện ảnh xuất sắc nhất                   | Hai Phượng              | Đề cử         |        |
| Forbes Vietnam                   | 2017 | Top 50 người phụ nữ ảnh hưởng nhất Việt Nam           | —                       | Top 50        |        |
| Wechoice Awards                  | 2017 | Top 5 đại sứ truyền cảm hứng                          | —                       | Đoạt giải     |        |
| Wechoice Awards                  | 2019 | Nghệ sĩ có hoạt động nổi bật                          | —                       | Đề cử         |        |
| ELLE Style Awards                | 2018 | Người phụ nữ của năm                                  | —                       | Đoạt giải     |        |

### Tư liệu
- Ngô Thanh Vân: ‘Tôi mong muốn phát triển điện ảnh Việt Nam lên một tầm cao mới’ Phan Cao Tùng Thanh Niên 22/11/2020